# Ishan Kort
Ishan Kort, né le 1er juin 2000 à Philipsburg, est un footballeur international surinamien qui évolue au poste de gardien de but.

## Biographie

### Carrière en club
Passé par le centre de formation de l'AVV Zeeburgia et du FC Twente, Kort rejoint Almere City en septembre 2019.
Intégrant l'équipe des moins de 21 ans du club, qui évolue en Derde Divisie, il y fait ses débuts le 21 septembre 2019 lors d'une défaite 2-1 en championnat contre l'ODIN 59.

### Carrière en sélection
Né dans les Antilles néerlandaises, Kort a reçu le feu vert de la FIFA pour représenter le Suriname fin 2020, aboutissant à sa première convocation en équipe sénior le 16 mars 2021, pour prendre part aux matches de qualification pour la Coupe du monde contre les îles Caïmans et Aruba,.
Il a fait ainsi ses débuts internationaux le 24 mars 2021 lors d'une victoire 3-0 contre les îles Caïmans.